# 南投酒廠
23°55′11″N 120°42′20″E / 23.919652°N 120.705495°E

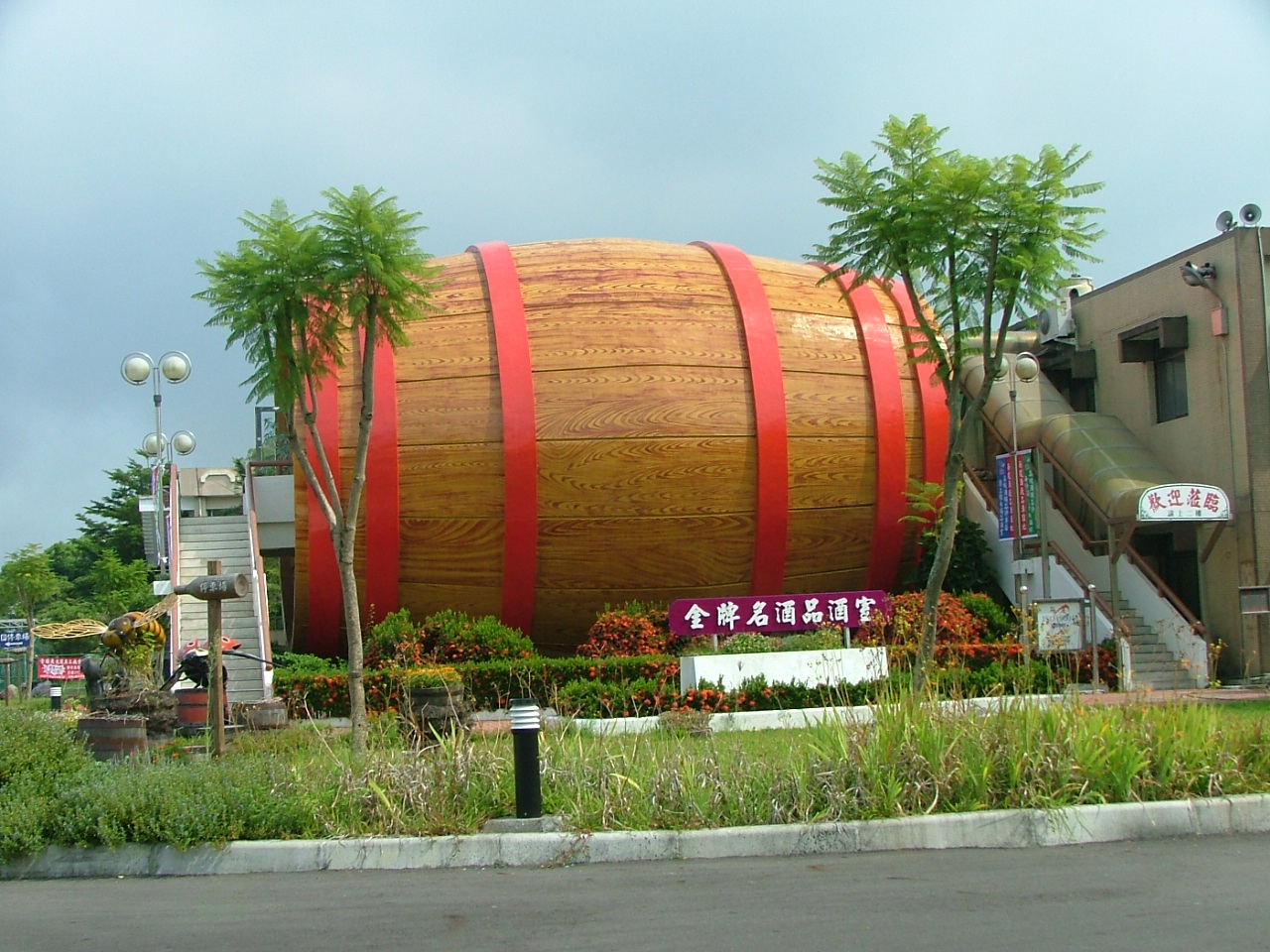
橡木桶造型的金牌名酒品酒室

南投酒廠位於台灣南投縣南投市軍功里，是台灣菸酒公司所經營的酒廠。過去主要生產水果酒，並以葡萄酒為大宗，2008年開始轉型成為專業的威士忌蒸餾工廠，並且以OMAR單一麥芽威士忌系列，在全世界都獲得相當高的評價。對外開放供民眾參觀迷你地下酒窖、酒類品評、介紹台灣威士忌的特色、產製及飲酒文化，提供威士忌製程知識導覽(需預約)。

## 九二一重建
1999年九二一地震時，南投酒廠中的白蘭地儲酒倉庫橡木桶相繼掉落，高酒精濃度的酒液在瞬間起火而發生大爆炸，酒廠受創嚴重。震後南投酒廠接受行政院九二一震災災後重建推動委員會指導，已經恢復原狀，昔日的觀光人潮再現。酒廠中販售許多酒廠特產，除了各式水果酒外，尚有紅酒泡芙、紅麴香腸等點心。

## 歷史沿革
- 1978年，臺灣省菸酒公賣局將葡萄酒類移至南投酒廠生產，產量大增，不斷推出新產品。
- 1986年10月28日，首創全國唯一橡木桶造型的品酒屋落成啟用，開啟觀光酒廠推廣國產水果酒類銷售之先例。

## 產業特色
- 酒製產品：葡萄酒、白蘭地、威士忌、荔枝酒、梅酒、烏梅酒、野櫻莓紅酒、蘭姆酒。
- 酒副產品：台啤酵母膜衣錠，紅麴香腸、豬腳、貢丸，酒粕、酒冰棒、酒蛋。

## 參觀資訊
開放時間：上午8：30至下午17：00。除夕、清明節休館。

## 外部連結
- 臺灣菸酒股份有限公司-南投酒廠 （页面存档备份，存于）